# Lachenalia muirii
Lachenalia muirii är en sparrisväxtart som beskrevs av Winsome Fanny 'Buddy' Barker. Lachenalia muirii ingår i släktet Lachenalia och familjen sparrisväxter. Inga underarter finns listade i Catalogue of Life.